# Zarządzanie ruchem
Zarządzanie ruchem − zespół działań podejmowanych w celu możliwie najlepszego wykorzystania infrastruktury transportowej, w postaci np. ulic i urządzeń na nich zainstalowanych, dla zapewnienia bezpiecznego i efektywnego ruchu osób i towarów.
Usługi świadczone przez systemy zarządzania ruchem:
- adaptacyjne sterowanie ruchem za pomocą sygnalizacji świetlnej
- monitorowanie ruchu
- preferencyjne traktowanie wybranych kategorii pojazdów
- zarządzanie parkowaniem
- rozpowszechnianie informacji o warunkach ruchu